# HLA-B42
HLA-B42 هو نمط مصلي من مستضد الكريات البيضاء البشرية-ب.